# Baudouin (cardinal, 1130)
Pour les articles homonymes, voir Baudouin.
Baudouin  (né  en  France,  et mort en 1145 à Pise) est un cardinal français  du XIIe siècle. Baudouin serait  un frère du cardinal Rainaldo di Collemezzo (1140). Il est membre de l'ordre des cisterciens et est le premier cardinal de l'ordre.

## Biographie
Baudouin est un disciple de Bernard de Clairvaux, le futur saint. Le pape Innocent II le crée cardinal lors d'un consistoire de 1130, fonction  qu'il occupe jusqu'à son élection comme archevêque. 
Vers 1138 il est élu archevêque de Pise et primat de la Corse et du Sardaigne. Il est légat en Sardaigne, où il excommunie un magistrat important de l'île le Juge Comita II d'Arborée. 
Dans le martyrologie des cisterciens il est inscrit comme un  béni.